# Comuna de Olesno
Olesno (polaco: Gmina Olesno) é uma gminy (comuna) na Polónia, na voivodia de Pequena Polónia e no condado de Dąbrowski. A sede do condado é a cidade de Olesno.
De acordo com os censos de 2006, a comuna tem 7070 habitantes, com uma densidade 90,9 hab/km².

## Área
Estende-se por uma área de 77,77 km², incluindo:
- área agricola: 82%
- área florestal: 8%

## Demografia
Dados de 30 de Junho 2004:
|                      | Total   | Total | Mulheres | Mulheres | Homens  | Homens |
| -------------------- | ------- | ----- | -------- | -------- | ------- | ------ |
|                      | pessoas | %     | pessoas  | %        | pessoas | %      |
| População            | 7595    | 100   | 3826     | 50,4     | 3769    | 49,6   |
| Densidade (pop./km²) | 97,7    | 100   | 49,2     | 49,2     | 48,5    | 48,5   |

De acordo com dados de 2002, o rendimento médio per capita ascendia a 1007,2 zł.

## Comunas vizinhas
- Bolesław, Dąbrowa Tarnowska, Gręboszów, Mędrzechów, Żabno